# Khamir (huyện)
Huyện Khamir là một huyện thuộc tỉnh Amran, Yemen. Đến thời điểm năm 2003, huyện này có dân số 73225 người